# Coenotephria fuscovittata
Coenotephria fuscovittata är en fjärilsart som beskrevs av Franz Dannehl 1927. Coenotephria fuscovittata ingår i släktet Coenotephria och familjen mätare. Inga underarter finns listade i Catalogue of Life.